# Schwimmbad Alt-Hürth

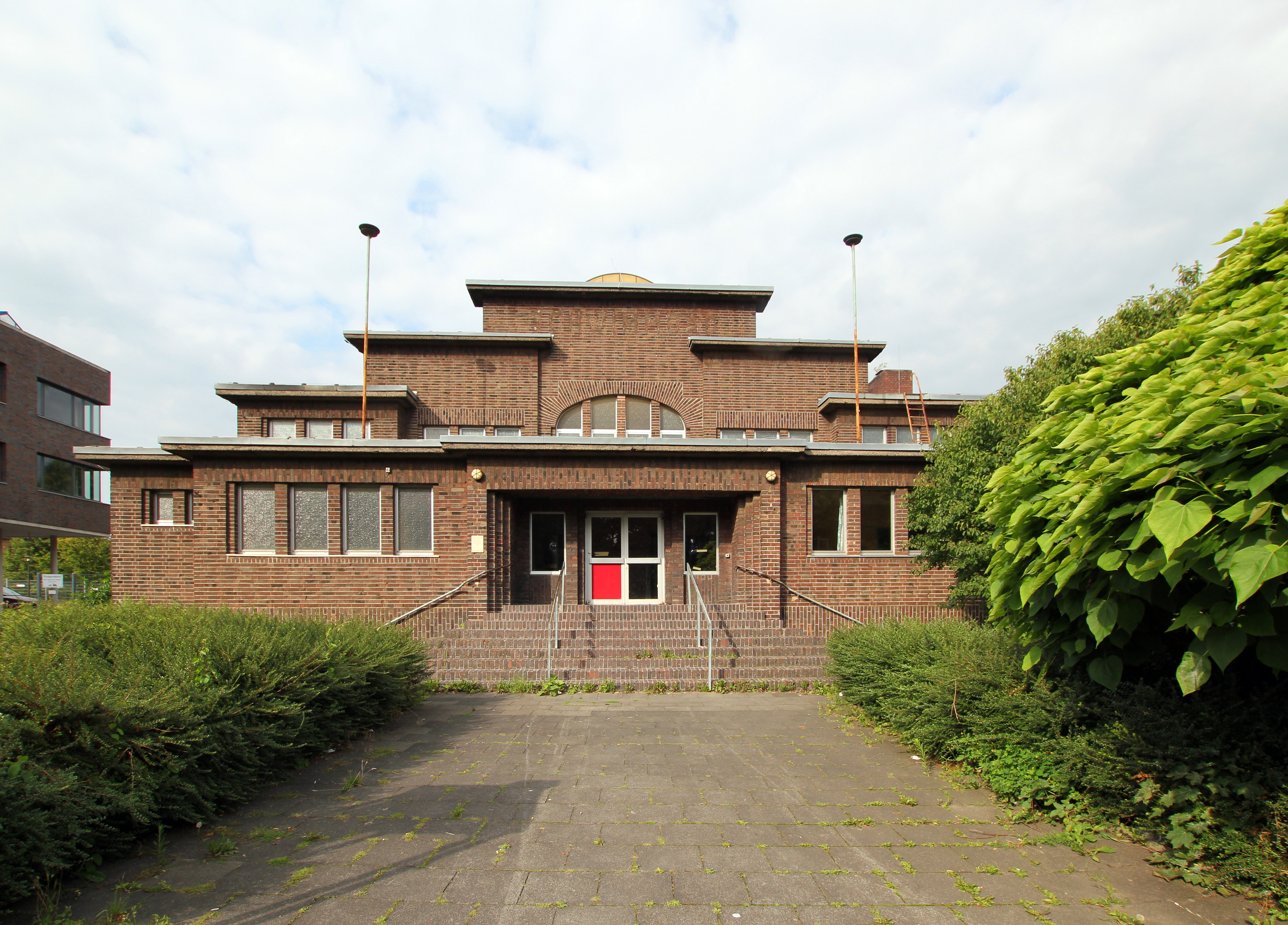
Schwimmbad in Alt-Hürth

Das Schwimmbad Alt-Hürth ist ein ehemaliges Schwimmbad im Hürther Stadtteil Alt-Hürth.

## Bau
Schon im Jahr 1907 erfolgte der Erwerb des Grundstücks für den Bau des geplanten Schwimmbads und einer benachbarten Berufsschule durch die Gemeinde. Erst 1927 wurde der Beschluss im Gemeinderat Hürth gefasst das Areal zu bebauen. Im April 1929 erfolgte dann der Baubeginn.
Das Schwimmbad wurde in den Jahren 1929 bis 1930 vom Hürther Amtsbaumeister Albert Lüttgenau errichtet. Ursprünglich wurde der Bau von der Einzelgemeinde Hürth (heutiges Alt-Hürth) getragen.  Die fusionierte Großgemeinde Hürth profitierte bei ihrem Zusammenschluss am 1. April 1930 davon, weil das Schwimmbad kurze Zeit später an die Öffentlichkeit übergeben und eingeweiht wurde. Der Bau und die Investition war durch die Erschließung der Braunkohle sowie durch Steuereinnahmen der sich nach dem Ersten Weltkrieg im Aufschwung befindenden Großindustrie in Hürth-Knapsack möglich geworden. Geplant war ursprünglich ein 10 × 20 m Becken, wohl auch aufgrund der angedachten Großgemeinde wurde im Schwimmbad ein Becken von 10 × 25 m errichtet. Erbaut wurde das Schwimmbad als öffentliche Badeanstalt im Stil der Neuen Sachlichkeit im Backsteinexpressionismus.
Die Baukosten betrugen 438.824 Reichsmark. Am 24. April 1930 wurde das Bad der Öffentlichkeit übergeben. Die Eröffnung des Schwimmbads fand drei Tage später am 27. April 1930 statt.

## Nutzung
Das Schwimmbad wurde seit 1930, mit kurzen Unterbrechungen für Renovierungsarbeiten, bis zur Schließung 2007 genutzt. Nach der Schließung erfolgte ein Leerstand, der zu Beschädigungen durch Vandalismus führte. Angedachte Nachnutzungsmöglichkeiten wie Brauerei mit Gastronomie oder ein REHA-Zentrum mit Wassertherapie ließen sich nicht realisieren. Dafür wurde das Schwimmbad für Filmproduktionen genutzt. 2021 wurde das Schwimmbad zwangsversteigert. Das Schwimmbad verfällt jedoch weiter.

## Denkmal
Das Schwimmbad ist als „Schwimmbadgebäude“ seit dem 15. März 1988 ein eingetragenes Baudenkmal der Stadt Hürth.